# Physoceras
Physoceras é um género botânico pertencente à família das orquídeas (Orchidaceae).

## Espécies
1. Physoceras australe Boiteau, Bull. Trimestriel Acad. Malgache, n.s., 24: 88 (1942).
2. Physoceras bellum Schltr., Repert. Spec. Nov. Regni Veg. Beih. 33: 79 (1924).
3. Physoceras betsomangense Bosser, Adansonia, n.s., 20: 258 (1980).
4. Physoceras bifurcum H.Perrier, Mém. Inst. Sci. Madagascar, Sér. B, Biol. Vég. 6: 254 (1955).
5. Physoceras boryanum (A.Rich.) Bosser, Adansonia, n.s., 20: 257 (1980).
6. Physoceras epiphyticum Schltr., Repert. Spec. Nov. Regni Veg. Beih. 33: 80 (1924).
7. Physoceras lageniferum H.Perrier, Mém. Inst. Sci. Madagascar, Sér. B, Biol. Vég. 6: 254 (1955).
8. Physoceras mesophyllum (Schltr.) Schltr., Repert. Spec. Nov. Regni Veg. Beih. 33: 82 (1924).
9. Physoceras perrieri Schltr., Repert. Spec. Nov. Regni Veg. Beih. 33: 82 (1924).
10. Physoceras rotundifolium H.Perrier, Notul. Syst. (Paris) 14: 144 (1951).
11. Physoceras violaceum Schltr., Repert. Spec. Nov. Regni Veg. Beih. 33: 83 (1924).